# Transneptunisch object

Distributie van Transneptunische objecten.

Een transneptunisch object (TNO) is een planetoïde of dwergplaneet die zich ten opzichte van de zon buiten de baan van Neptunus bevindt. De morfologie (structuur) van dergelijke objecten komt waarschijnlijk sterk overeen met die van bepaalde manen van de buitenplaneten, bijvoorbeeld met de morfologie van Triton, de grootste maan van Neptunus.
Het eerste transneptunisch object (naast Pluto, toen nog beschouwd als planeet), (15760) Albion, werd ontdekt in 1992. In maart 2025 waren 5254 bekend. De zwaarste transneptunische objecten, bijvoorbeeld Eris, zijn zwaarder dan de dwergplaneet Pluto. Volgens de laatste schattingen is Pluto echter wel groter in diameter dan Eris.
Op basis van hun baanelementen kunnen ze worden onderverdeeld in drie subgroepen:
- plutino's hebben ongeveer eenzelfde afstand tot de zon als Pluto (39 à 40 AE) en bewegen net als Pluto in een 3:2 baanresonantie met Neptunus. De baanhelling kan oplopen tot 20° en de baanexcentriciteit is vrij groot (0,1 à 0,3).
- cubewano's of klassieke TNO's hebben een gemiddelde afstand tot de zon van ongeveer 41 tot 48 AE. De banen zijn tamelijk cirkelvormig (baanexcentriciteit meestal minder dan 0,15). Een voorbeeld is de planetoïde Quaoar.
- scattered disk objects (SDO's) hebben een gemiddelde afstand tot de zon groter dan 48 AE. Hun banen zijn erg elliptisch (baanexcentriciteit 0,3 tot 0,96) en de baanhelling is groot (gemiddeld zo'n 20°). De planetoïden Sedna (2003 VB12) en Eris maken deel uit van deze subgroep. Deze objecten zouden de bron kunnen zijn van de kortperiodieke kometen.

TNO's worden af en toe ook wel Kuipergordelobjecten genoemd of KBO's. Sommige
TNO's vallen ook onder de categorie dwergplaneet.
Anno 2025 zijn de TNO's met de grootste afstand tot de Zon 2018 VG18 (Farout) en 2018 AG37 (FarFarOut). 